# Raffaello Fabretti
Pour les articles homonymes, voir Fabretti.
 (janvier 2014).
Monseigneur Raffaello Fabretti (1620-1700), chanoine de Saint-Pierre-de-Rome, est le plus ancien membre connu de la ligne des Fabretti, le plus illustre par l’intensité de sa vie et la qualité de son œuvre. Outre ses fonctions dans l'administration pontificale, il a réalisé un important travail d'archéologie.

## Biographie
De naissance noble, Raffaello naît à Urbino (Marches) en 1620. Il étudie le droit à Cagli et Urbino, où il passe le degré de docteur à dix-huit ans (1636), puis à Rome.
Il entre très jeune dans l'administration de l'État pontifical avec des charges de diplomatie et magistrature. Il se fait remarquer par le Cardinal Lorenzo Imperiali, qui l'emploie comme trésorier puis auditeur de la légation papale en Espagne où il reste treize ans, tout en continuant ses études classiques et anciennes. À son retour il fait des observations importantes sur des reliques et monuments d'Espagne et de France où il rend visite à Ménage avec qui il correspondra, ainsi qu’avec Mabillon, le Père Hardouin, Spanheim.
Il monte dans la hiérarchie administrative, est nommé Juge de l'Appellation du Capitole, auditeur de la légation à Urbino, vicaire d'Innocent XI (1676) et se consacre à l'étude des monuments et inscriptions de la Campanie, aux études d'histoire et d'archéologie sur les aqueducs romains et la Colonne Trajane. Il constitue une des plus vastes collections existantes d'inscriptions de monuments (épigraphes, bas-reliefs) vers 1690 dans son habitation principale d'Urbino et sa maison de campagne de Fontesecca, 4676 pièces objet de minutieuses descriptions dans un volume illustré qu’il publie à la fin du XVIIe siècle.
Le 20 février 1690 Leibniz vient le voir lors d’un séjour en Italie. Il est conseiller culturel de trois papes, inspirateur de la fondation du mouvement littéraire de l'Arcadia, au secrétariat de laquelle il appelle son jeune protégé, Giovanni Mario Crescimbeni (1663-1728). Il fréquente le cercle de la Reine Christine de Suède.
Sa maison de Borgo Pio devient un salon intellectuel européen. Avec un de ses intimes, le mathématicien français Adrien Auzout, il fait de longues promenades discutant de mécanismes et mesures, une des passions intellectuelles de l'époque.
Innocent XII lui confie en 1691 la garde des archives secrètes du château Saint-Ange, charge qu'il maintient jusqu'à sa mort à Rome le 7 janvier 1700. Sa tombe et son buste sont dans l'Église de la Minerve dans le quartier du Panthéon, dans la nef de gauche en bonne compagnie (Fra Angelico, Léon X et  Clément VII).

## Travaux

### Littérature
Son interprétation de certains passages d’auteurs classiques l'implique dans une controverse avec Gronovius[Lequel ?].

### Aqueducs romains
Il fait la première recherche systématique du système d'aqueducs romains, alors que les études sérieuses sur le sujet ne commenceront qu'au XVIIe siècle. Son traité, De aquis et aquaeductibus veteris Romae dissertationes tres (1680), est cité comme référence par tous les spécialistes de la topographie romaine. Bien que les résultats n'aient jamais été invalidés, et en dépit de son énorme importance, il n'a jamais été traduit du latin original. Fabretti décrit notamment trois aqueducs :
L’Aqua Alexandrina, construit par Sévère Alexandre, prend sa source dans les terres de Tusculum à environ vingt deux kilomètres de Rome, entre Gabii et le Lac Régille. De petite hauteur il était destiné aux bains de Sévère qui se trouvaient dans une des vallées de Rome.
L’Aqua Septimiana, construit par Septime Sévère, était probablement une branche de l’Aqua Julia, faite par l’Empereur pour amener l’eau à ses bains.
L’Aqua Algentia prenait sa source au mont Algide par la Via Tuscolana, à 9 000 passus de Rome, selon Fabretti. Son constructeur est inconnu.

### Catacombes
Il dirige le creusement des catacombes et de la zone autour de l'Appia Antica où il aime se promener avec son cheval derrière la Villa des Quintili - d’où le surnom de “Marco Polo” donné par ses amis, d'après le célèbre voyageur vénitien. Il se consacre à la recherche, avec de nombreuses découvertes, et forme de nombreux élèves qui fondent après sa mort les premiers cours d'archéologie de la nouvelle université dite « de la Sagesse ».

### Lettres et autres travaux
Publiés dans Le Journal des Savants.

### Citations dans l'Encyclopédie de Diderot et d'Alembert
« ... il n'en est pas moins certain que la ferrure est en ufage parmi nous. On ne sait si cette pratique étoit générale chez les Romains. Fabretti, qui prétend avoir examiné tous les chevaux représentês sur les anciens monumens, sur les colonnes & sur les marbres, déclare n'en avoir jamais vû qu'un qui soit ferré. »
Article Bonnets, Petases, Chapeaux : « Différents chapeaux expliqués par la sculpture dans la Galerie Justinienne et d’après Fabretti. »
Article Langue française : « Les Celtes, originaires de l'Asie, s'appelaient Gail ou Gael, et de ce mot les Grecs ont fait Keltes, et les Romains Galli. L'Alphabet gaulois tiré de Fabretti. »
Article Abrégé de la crusca, ou dictionnaire portatif de la langue italienne ; l'article ajoute que Fabretti appartient à la Compagnie de Jésus.
Biblioteca Augusta : « Anche qui, come negli Acta Eruditorum, sono recensiti libri di argomento vario di autori importanti: libri teologici, fisici e medici, matematici (algebra, geometria), storici e geografici, filosofici e psicologici (Fabretti). » (« Ici aussi, comme dans les Actes des Erudits, sont recensés les livres portant sur divers débats des auteurs importants : livres de théologie, de physique et de médecine, de mathématiques (algèbre, géométrie), d'Histoire et de géographie, de philosophie et de psychologie (Fabretti). »)
« Pendant la République romaine, les citoyens les plus pauvres ont été aidés par des distributions publiques de maïs, d’huile et d'argent, appelées congiarum. Ces distributions n'étaient pas destinées qu'aux adultes : l'empereur Nerva fut le premier qui en fit bénéficier les enfants, et Trajan ordonna d’en faire chaque mois aux orphelins et aux enfants des parents démunis. Ces enfants se sont appelés Alimentarii Pueri et Puellae.
Des fragments intéressants trouvés à Velléies, près de Placentia, nous ont appris les sommes qui ont été ainsi distribuées. Ce système a continué sur une plus grande échelle sous Hadrien et Antonin, a cessé sous Commode et Pertinax, puis a repris sous sévère Alexandre, avec le nom de Mammaeani en l'honneur de la mère de l'Empereur. Nous apprenons, d'un décret de Hadrien, que les garçons bénéficiaient de ces avantages jusqu'à dix-huit ans, et les filles jusqu'à quatorze, et, d'une inscription (Fabretti), qu'un garçon de quatre ans et sept mois reçu neuf fois la distribution mensuelle ordinaire de maïs. »
Article Mesure du liquide : « Mesures de liquide romaines expliquées par divers récipients en bronze de la collection Foucault et d'après Beger et Fabretti. »
Article Les ruines de Pompéi : « Chez les anciens, chacun adoptoit une divinité familière ; les hommes avoient des génies, et les femmes des Junons. (Voyez Pline, lib. Il, cap. 4). Le nom de cette déesse se voit dans plusieurs inscriptions avec cette attribution. (Voyez Fabretti, cap. II, 71, pag. 74). »
Savantes recherches sur le canal souterrain creusé sous le règne de Claude pour l'écoulement des eaux du lac Fucin. La topographie du Latium

## Hommages
- À l'occasion des 300 ans de sa mort, plusieurs manifestations ont eu lieu.
- À Pian del Monte, dans le jardin public, a été dévoilé le buste en bronze de l'archéologue.
- Il existait à Rome en 2006 une Fondation inspirée de l'œuvre de Fabretti, au soin des derniers descendants de sa famille[4].